# Double menton

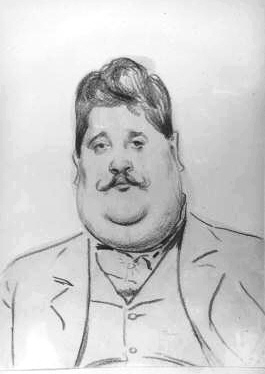
Dessin datant des années 1900, représentant Joseph Urban arborant un double menton.

Un double menton est le résultat d'une accumulation de masse graisseuse sous le menton, formant des rides plus ou moins visibles. Le double menton s'observe souvent chez les personnes âgées, les bébés et les personnes en surpoids. Au niveau anatomique, il se caractérise par un affaiblissement de l'angle cervico-mandibulaire.